# Prosoeca connexa
Prosoeca connexa är en tvåvingeart som beskrevs av Mario Bezzi 1924. Prosoeca connexa ingår i släktet Prosoeca och familjen Nemestrinidae. Inga underarter finns listade i Catalogue of Life.